# Nadějné vyhlídky (film)
Nadějné vyhlídky (v anglickém originále Great Expectations) je britský dramatický film z roku 2012. Režisérem filmu je Mike Newell. Hlavní role ve filmu ztvárnili Jeremy Irvine, Helena Bonham Carter, Ralph Fiennes, Robbie Coltrane a Jason Flemyng.

## Obsazení
| Jeremy Irvine        | Pip               |
| Helena Bonham Carter | paní Havisham     |
| Ralph Fiennes        | Magwitch          |
| Robbie Coltrane      | pan Jaggers       |
| Jason Flemyng        | Joe Gargery       |
| Holliday Grainger    | Estella           |
| Toby Irvine          | mladý Pip         |
| Helena Barlow        | mladá Estella     |
| Ewen Bremner         | Wemmick           |
| Sally Hawkins        | paní Joe          |
| David Walliams       | strýc Pumblechook |
| Tamzin Outhwaite     | Molly             |

## Ocenění
Film byl nominován na jednu cenu BAFTA.